# Team Felbermayr Simplon Wels/Saison 2015
Dieser Artikel listet Erfolge und Fahrer des Radsportteams Felbermayr Simplon Wels in der Saison 2015 auf.

## Erfolge in der UCI Europe Tour
| Datum         | Rennen                                             | Kat. | Sieger              |
| ------------- | -------------------------------------------------- | ---- | ------------------- |
| 15. Februar   | Grand Prix Laguna                                  | 1.2  | Michael Gogl        |
| 1. März       | Grand Prix Izola                                   | 1.2  | Gregor Mühlberger   |
| 5. April      | Trofeo Piva                                        | 1.2U | Felix Großschartner |
| 14. Juni      | Raiffeisen Grand Prix                              | 1.2  | Gregor Mühlberger   |
| 27. Juni      | Kroatische Meisterschaft – Einzelzeitfahren        | CN   | Matija Kvasina      |
| 11. September | 2. Etappe Giro della Regione Friuli Venezia Giulia | 2.2  | Felix Großschartner |

## Abgänge – Zugänge
| Zugänge                         | Team 2014                  | Abgänge                | Team 2015          |
| ------------------------------- | -------------------------- | ---------------------- | ------------------ |
| Matthias Krizek                 | Cannondale                 | Patrick Konrad         | Bora-Argon 18      |
| Stephan Rabitsch                | Amplatz-BMC                | Dennis Paulus          | Amplatz-BMC        |
| Michael Gogl                    | Gebrüder Weiss-Oberndorfer | Thomas Umhaller        | Amplatz-BMC        |
| Gregor Mühlberger               | Tirol Cycling Team         | Daniel Lehner          | Team Vorarlberg    |
| Martin Schöffmann               | WSA-Greenlife              | Andreas Walzel         | Team Vorarlberg    |
| Marcel Huber                    | Neoprofi                   | Mario Schoibl          | Tirol Cycling Team |
| Johannes Schinnagel             | Neoprofi                   | Sebastian Schönberger  | Tirol Cycling Team |
| Lukas Grünwalder (ab 1. August) |                            | Alexander Hier         | Unbekannt          |
|                                 |                            | Johannes Windischbauer | Unbekannt          |

## Mannschaft

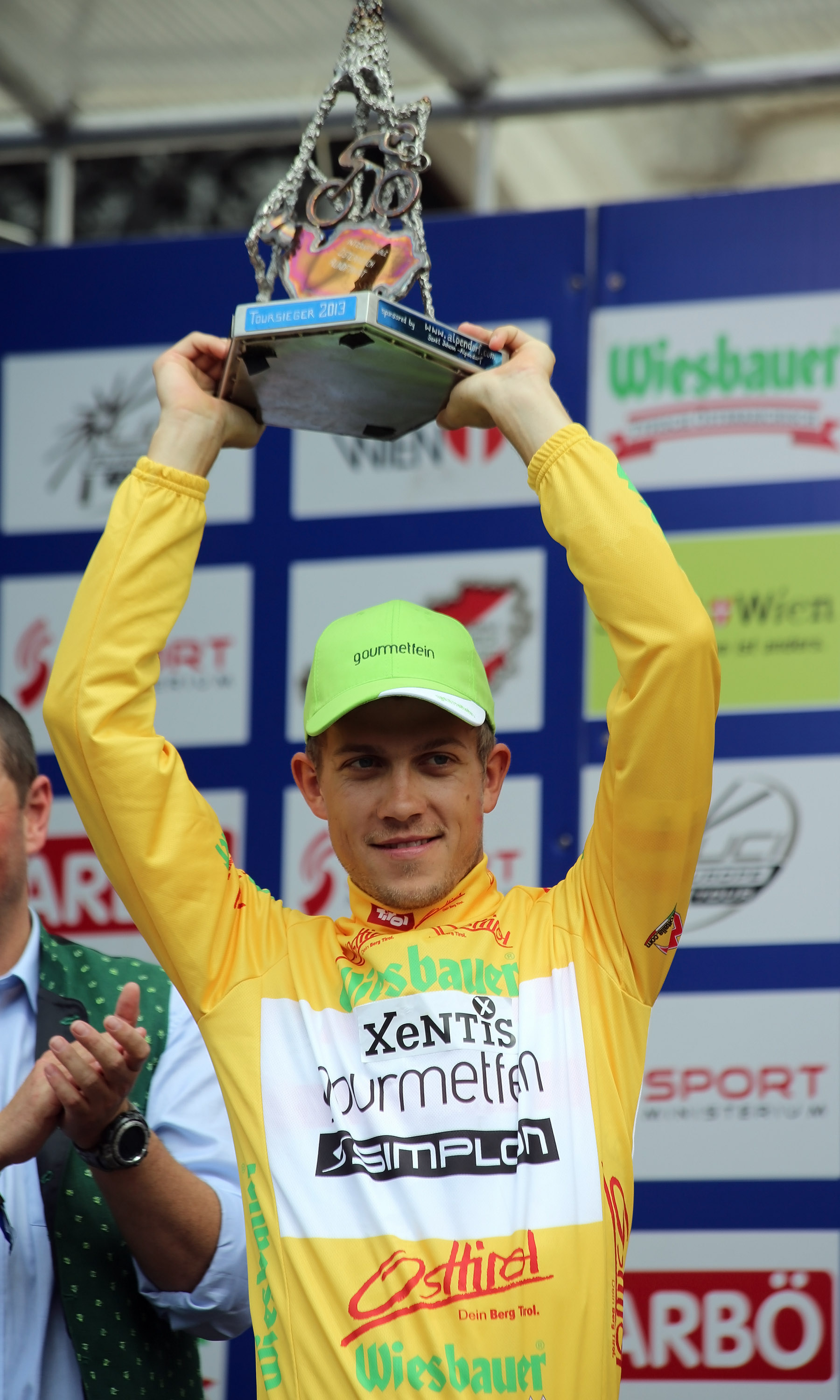
Riccardo Zoidl, Gesamtsieger der Österreich-Rundfahrt 2013

| Name                | Geburtstag         | Nationalität |
| ------------------- | ------------------ | ------------ |
| Daniel Biedermann   | 24. März 1993      | Österreich   |
| Michael Gogl        | 4. November 1993   | Österreich   |
| Jure Golčer         | 12. Juli 1977      | Slowenien    |
| Lukas Grünwalder    | 2. August 1990     | Österreich   |
| Felix Großschartner | 23. Dezember 1993  | Österreich   |
| Marcel Huber        | 10. September 1996 | Österreich   |
| Paul Illenberger    | 28. Dezember 1991  | Österreich   |
| Matthias Krizek     | 29. September 1988 | Österreich   |
| Matija Kvasina      | 4. Dezember 1981   | Kroatien     |
| Matej Marin         | 2. Juli 1980       | Slowenien    |
| Gregor Mühlberger   | 4. April 1994      | Österreich   |
| Stephan Rabitsch    | 28. Juni 1991      | Österreich   |
| Johannes Schinnagel | 29. Mai 1996       | Deutschland  |
| Martin Schöffmann   | 31. März 1987      | Österreich   |
| Lukas Zeller        | 20. September 1994 | Österreich   |